# Saprinus exiguus
Saprinus exiguus är en skalbaggsart som beskrevs av Vienna in Penati och Vienna 1993. Saprinus exiguus ingår i släktet Saprinus och familjen stumpbaggar. Inga underarter finns listade i Catalogue of Life.